# Antal
Antal je mužské křestní jméno maďarského původu. Jedná se o maďarskou verzi latinského jména Antonius. Vykládá se jako „vynikající, čelný, přední“. Odpovídá českému jménu Antonín.
Podle českého kalendáře má svátek 13. června.

## Antal v jiných jazycích
- Slovensky, maďarsky: Antal

## Známí nositelé jména
- Antal Stašek – vlastním jménem Antonín Zeman, český spisovatel a právník